# Cabo de Plata
El cabo de Plata se encuentra en el municipio español de Tarifa (provincia de Cádiz, Andalucía), dentro de la sierra de la Plata. A sus lados se extienden dos playas, la de Atlanterra hacia el Oeste, y la de los Alemanes hacia el Este. Asimismo, sobre él se ha construido la urbanización Atlanterra.

## Patrimonio
- Torre de Cabo de Plata. Desde el siglo XVIII, el cabo estuvo coronado por una torre vigía, llamada ‘Torre Nueva’ o ‘Torre del Cabo de Plata’, perteneciente al sistema de torres de vigilancia costera. En la actualidad la torre se ha integrado en una vivienda particular.[2][3]

- Necrópolis. A un kilómetro de la parte alta del cabo se encuentra el yacimiento arqueológico denominado 'Necrópolis superior', donde existen varias tumbas antropomorfas excavadas en la roca y cuevas con pinturas rupestres.